# Cryptopimpla subfamata
Cryptopimpla subfamata là một loài tò vò trong họ Ichneumonidae.